# Nikolaus von Verdun

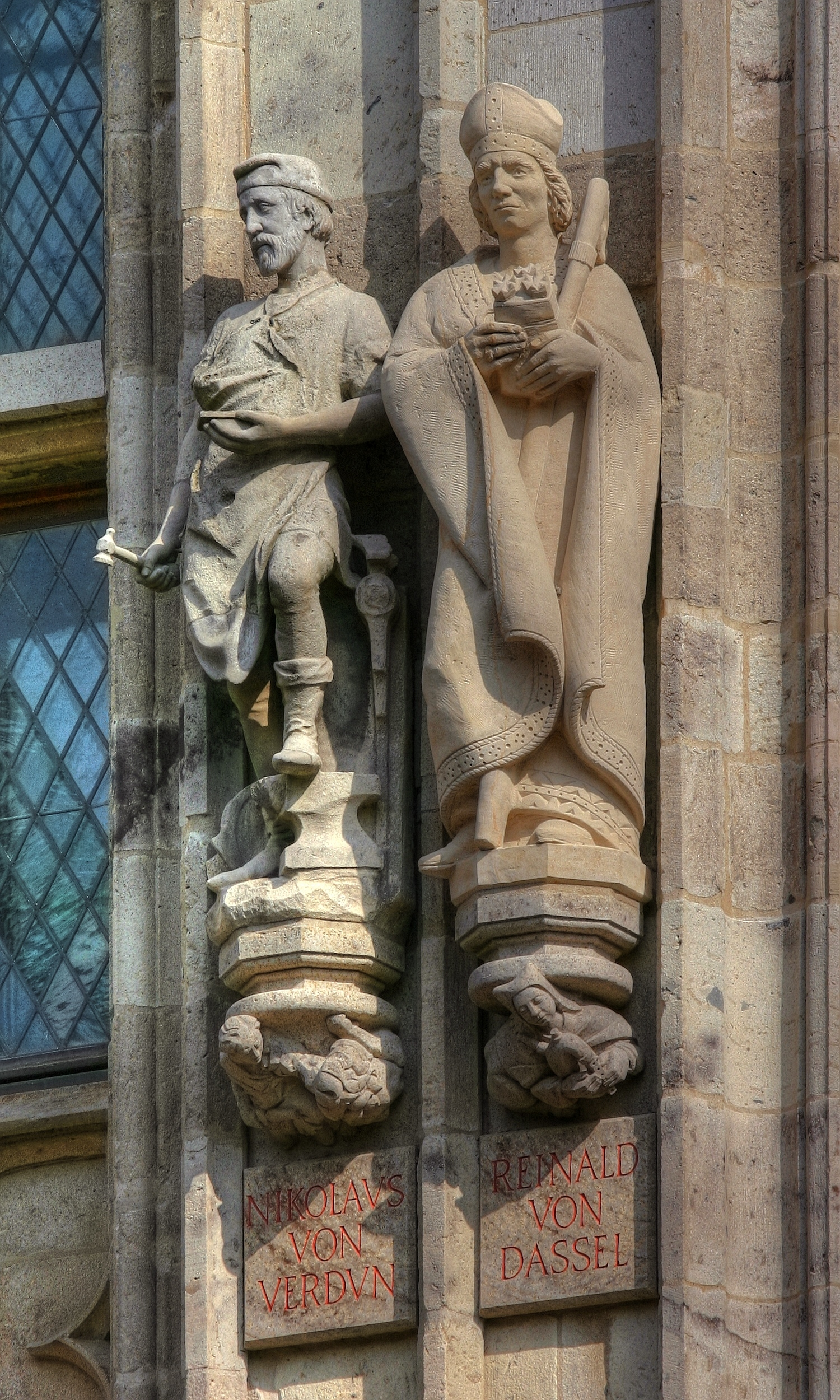
Statue des Nikolaus von Verdun (rechts daneben Rainald von Dassel) am Turm des Kölner Rathauses

Nikolaus von Verdun (* um 1130–1140 in Verdun; † nach 1205 vermutlich in Tournai) war ein aus Lothringen stammender Goldschmied und Emailmaler. Zu seinen Werken gehören der „Verduner Altar“ in der Leopoldkapelle des Stifts Klosterneuburg (1181), der Dreikönigenschrein (Langseiten) des Kölner Doms (1181–1200), der Marienschrein in der Kirche Notre-Dame in Tournai (1205) und möglicherweise der Annoschrein in der ehemaligen Benediktinerabtei St. Michael in Siegburg (um 1183).
Nur der Klosterneuburger Altar ist ihm eindeutig zuzuweisen, da er eine Inschrift trägt, die seinen Namen nennt (lateinisch Nicolaus Virdunensis). Eine weitere Künstlerinschrift des Nikolaus von Verdun überliefert die 1660 entstandene Beschreibung eines Nikolaus-Reliquiars im Wormser Domschatz.
Die Inschrift „Nicolaus de Verdun“ am Marienschrein von Tournai ist erneuert; der Siegburger Annoschrein wird von manchen Forschern nicht mehr als Werk des Nikolaus angesehen.